# Landtagswahl in Sachsen-Anhalt 2016
- Linke: 16
- SPD: 11
- Grüne: 5
- CDU: 30
- AfD: 25

- Regierung: 46
- Opposition: 41

Die Wahl zum siebenten Landtag von Sachsen-Anhalt fand am 13. März 2016 statt, bei der die 87 Mitglieder des Landtages (7. Wahlperiode) gewählt wurden. An diesem Tag wurden zudem die Landtage in Baden-Württemberg und in Rheinland-Pfalz gewählt. 
Die CDU um Ministerpräsident Reiner Haseloff wurde mit knapp 30 % der Stimmen zwar klar erneut stärkste Partei, erzielte bei leichten Verlusten jedoch ihr schlechtestes Ergebnis in Sachsen-Anhalt. Die erstmals angetretene AfD kam aus dem Stand auf rund 25 % der Stimmen und wurde zweitstärkste Kraft. Die Linke verlor deutlich und erzielte ihr schlechtestes Ergebnis seit 1990. Die SPD verlor die Hälfte ihrer Stimmen und rutschte auf Platz vier ab. Die Grünen verloren Stimmen, schafften aber knapp den Wiedereinzug in den Landtag, während die FDP trotz Zugewinnen diesen weiterhin verpasste.
Die Wahl in Sachsen-Anhalt hatte die erste Koalition aus CDU, SPD und Grünen auf Landesebene zur Folge (Kabinett Haseloff II). Dieses Bündnis wird als Kenia-Koalition bezeichnet.

## Ausgangslage
Nach der Landtagswahl in Sachsen-Anhalt 2011 setzte die aus CDU und SPD gebildete Landesregierung ihre Tätigkeit fort, nun mit Reiner Haseloff als Ministerpräsident.
Im Vorfeld der Landtagswahl 2016 wurde die Auflösung der Landtagswahlkreise 32 (Hettstedt) und 42 (Nebra) und die Neueinteilung der übrigen Wahlkreise beschlossen.

## Wahlsystem
In Sachsen-Anhalt gab es 43 Wahlkreise. Wahlvorschläge von Parteien, die nicht im Landtag von Sachsen-Anhalt oder dem Deutschen Bundestag vertreten waren, mussten für die Wahlteilnahme zusätzlich zu den sonstigen Unterlagen auch so genannte Unterstützerunterschriften einreichen. Wie bei der Bundestagswahl hatte jeder Wähler zwei Stimmen. Mit der Erststimme wurde einer der 43 Direktmandaten gewählt. Mit der für die Sitzzuteilung im Landtag maßgeblichen Zweitstimme wurde über die Landesliste eine Partei oder Wählervereinigung gewählt.

## Parteien und Bewerber
Landeslisten (Landeswahlvorschläge) konnten nur von Parteien eingereicht werden. Insgesamt wurden fünfzehn Landeswahlvorschläge und 283 Kreiswahlvorschläge zugelassen. CDU, Linke und SPD traten in allen 43 Wahlkreisen mit einem Direktkandidaten an, GRÜNE in 42 und FDP in 39. Zudem gab es sieben Einzelbewerber.
| Listen- nr. | Partei                                                                                        | Kürzel            | Bewerber auf Listen- platz 1 | Direkt- kandidaten |
| ----------- | --------------------------------------------------------------------------------------------- | ----------------- | ---------------------------- | ------------------ |
| 1           | Christlich Demokratische Union Deutschlands                                                   | CDU               | Reiner Haseloff              | 43                 |
| 2           | Die Linke                                                                                     | DIE LINKE         | Wulf Gallert                 | 43                 |
| 3           | Sozialdemokratische Partei Deutschlands                                                       | SPD               | Katrin Budde                 | 43                 |
| 4           | Bündnis 90/Die Grünen                                                                         | GRÜNE             | Claudia Dalbert              | 42                 |
| 5           | Allianz für Fortschritt und Aufbruch                                                          | ALFA              | Detlef de Raad               | 0                  |
| 6           | Allianz für Menschenrechte, Tier- und Naturschutz                                             | Tierschutzallianz | Josef Fassl                  | 3                  |
| 7           | Alternative für Deutschland                                                                   | AfD               | André Poggenburg             | 37                 |
| 8           | Die Rechte                                                                                    | DIE RECHTE        | Roman Gleißner               | 0                  |
| 9           | Freie Bürger Mitteldeutschland                                                                | FBM               | Silke Seifert                | 4                  |
| 10          | Freie Demokratische Partei                                                                    | FDP               | Frank Sitta                  | 39                 |
| 11          | Freie Wähler                                                                                  | FREIE WÄHLER      | Bernd Wünschmann             | 15                 |
| 12          | Magdeburger Gartenpartei                                                                      | MG                | Roland Zander                | 4                  |
| 13          | Nationaldemokratische Partei Deutschlands                                                     | NPD               | Peter Walde                  | 0                  |
| 14          | Partei für Arbeit, Rechtsstaat, Tierschutz, Elitenförderung und basisdemokratische Initiative | Die PARTEI        | Martin Bochmann              | 1                  |
| 15          | Partei Mensch Umwelt Tierschutz                                                               | Tierschutzpartei  | Lothar Tietge                | 0                  |
| –           | Statt Partei                                                                                  | STATT Partei      | –                            | 2                  |
| –           | Einzelbewerber                                                                                | –                 | –                            | 7                  |

## Koalitionsaussagen
CDU
Reiner Haseloff (CDU) äußerte Anfang 2015, es sei zu früh, um Koalitionsaussagen zu machen. Im Dezember 2015 schloss der CDU-Landesvorsitzende Thomas Webel eine Zusammenarbeit mit der AfD aus. Ziel sei eine Fortsetzung der schwarz-roten Koalition.
Linke
Wulf Gallert (Linke) erklärte, sein Ziel sei die Bildung einer rot-roten Koalition. Falls nötig, würde er auch zusätzlich die Grünen in eine rot-rot-grüne Koalition integrieren.
SPD
Katrin Budde (SPD) erklärte, sie wolle eine Koalition unter einem Ministerpräsidenten der Linken verhindern und selbst Ministerpräsidentin werden. Sie schloss eine Regierung unter Führung der Linken nicht aus, würde dann aber weder in der Fraktion noch in der Regierung ein Amt übernehmen. Falls keine rot-rote Mehrheit zustande käme, träte sie für eine rot-rot-grüne Koalition ein. Wenn die SPD die Regierung nicht anführen könne, solle eine Mitgliederbefragung über eine mögliche Koalition entscheiden.
Grüne
Laut Claudia Dalbert schlossen die Grünen eine Koalition mit der CDU nicht aus. Es brauche allerdings einen Wechsel und dieser müsse eine „sozial-ökologische Handschrift“ tragen. Sie bestätigte, dass informelle Gespräche mit der SPD und Der Linken geführt wurden, um gemeinsame Projekte für eine rot-rot-grüne Koalition zu finden.

## Umfragen

### Verlauf

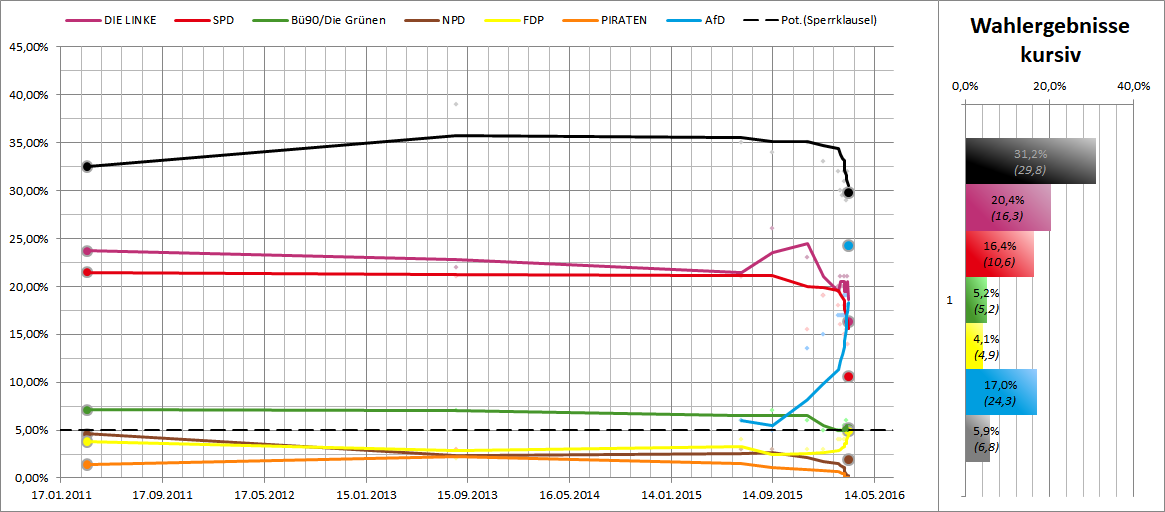
Verlauf der Umfragen, Stand: 6. September 2019

Für die Sonntagsfrage gaben die Meinungsforschungsinstitute folgende Werte an:
| Institut                | Datum      | CDU    | Linke  | SPD    | Grüne | NPD   | FDP   | FW    | Piraten | AfD    | Sonst. |
| ----------------------- | ---------- | ------ | ------ | ------ | ----- | ----- | ----- | ----- | ------- | ------ | ------ |
| Landtagswahl 2016       | 13.03.2016 | 29,8 % | 16,3 % | 10,6 % | 5,2 % | 1,9 % | 4,9 % | 2,2 % | –       | 24,3 % | 4,9 %  |
| Forschungsgruppe Wahlen | 10.03.2016 | 32 %   | 21 %   | 14 %   | 5 %   | –     | 4,5 % | –     | –       | 18 %   | 5,5 %  |
| Forsa                   | 09.03.2016 | 30 %   | 20 %   | 17 %   | 5 %   | –     | 5 %   | –     | –       | 18 %   | 5 %    |
| INSA                    | 07.03.2016 | 29 %   | 20 %   | 15,5 % | 6 %   | –     | 4 %   | –     | –       | 19 %   | 6,5 %  |
| Uniqma                  | 04.03.2016 | 30 %   | 19 %   | 18 %   | 5 %   | 1 %   | 4 %   | 4 %   | –       | 17 %   | 2 %    |
| Forschungsgruppe Wahlen | 04.03.2016 | 32 %   | 20 %   | 15 %   | 5 %   | –     | 4 %   | –     | –       | 17 %   | 7 %    |
| Infratest dimap         | 03.03.2016 | 31 %   | 21 %   | 15 %   | 5,5 % | –     | 4,5 % | –     | –       | 19 %   | 4 %    |
| INSA                    | 28.02.2016 | 29,5 % | 20 %   | 17 %   | 5 %   | –     | 5 %   | –     | –       | 17 %   | 6,5 %  |
| INSA                    | 22.02.2016 | 30 %   | 21 %   | 16 %   | 5 %   | –     | 4 %   | –     | –       | 17 %   | 7 %    |
| Infratest dimap         | 17.02.2016 | 32 %   | 20 %   | 18 %   | 5 %   | –     | 4 %   | –     | –       | 17 %   | 4 %    |
| Forschungsgruppe Wahlen | 14.01.2016 | 33 %   | 19 %   | 19 %   | 5 %   | –     | 3 %   | –     | –       | 15 %   | 6 %    |
| INSA                    | 05.12.2015 | 35 %   | 23 %   | 15,5 % | 6 %   | –     | 3 %   | –     | –       | 13,5 % | 4 %    |
| Infratest dimap         | 14.09.2015 | 34 %   | 26 %   | 21 %   | 7 %   | 3 %   | –     | –     | –       | 5 %    | 4 %    |
| GMS                     | 01.07.2015 | 35 %   | 21 %   | 21 %   | 6 %   | 3 %   | 4 %   | –     | –       | 6 %    | 4 %    |
| Infratest dimap         | 20.08.2013 | 39 %   | 22 %   | 21 %   | 7 %   | –     | 2 %   | –     | 3 %     | –      | 6 %    |
| Landtagswahl 2011       | 20.03.2011 | 32,5 % | 23,7 % | 21,5 % | 7,1 % | 4,6 % | 3,8 % | 2,8 % | 1,4 %   | n. k.  | 2,6 %  |

Für die Frage, wen die Bürger direkt zum Ministerpräsidenten bzw. zur Ministerpräsidentin wählen würden, gaben die Meinungsforschungsinstitute folgende Werte an:
| Institut                | Datum      | Reiner Haseloff (CDU) | Wulf Gallert (Die Linke) | Katrin Budde (SPD) |
| ----------------------- | ---------- | --------------------- | ------------------------ | ------------------ |
| Infratest dimap         | 13.03.2016 | 52 %                  | 15 %                     | 13 %               |
| Forschungsgruppe Wahlen | 13.03.2016 | 55 %                  | 24 %                     | –                  |
| Forschungsgruppe Wahlen | 10.03.2016 | 54 %                  | 25 %                     | –                  |
| Forsa                   | 09.03.2016 | 38 %                  | 13 %                     | 12 %               |
| Forschungsgruppe Wahlen | 04.03.2016 | 60 %                  | 19 %                     | –                  |
| Infratest dimap         | 03.03.2016 | 46 %                  | 12 %                     | 12 %               |
| Forschungsgruppe Wahlen | 14.01.2016 | 53 %                  | 11 %                     | 11 %               |
| Infratest dimap         | 14.09.2015 | 43 %                  | 12 %                     | 13 %               |

## Ergebnis

Mehrheiten in den Wahlkreisen

Das amtliche Endergebnis wurde am 24. März 2016 durch die Landeswahlleiterin von Sachsen-Anhalt veröffentlicht. Dabei kam es gegenüber dem vorläufigen Endergebnis zu einer Mandatsverschiebung. Laut Landeswahlleiterin Christa Dieckmann war es in einigen Wahllokalen zu „Übertragungsfehlern“ gekommen. Nach Informationen des MDR handelte es sich um Wahllokale in Genthin (Ortsteil Tucheim), Halle/Lettin und Wolmirstedt (Gutenberg-Schule). Dabei waren unter anderem AfD-Stimmen der Partei Allianz für Fortschritt und Aufbruch zugeteilt worden. Die Fehler wurden durch Hinweise von Außenstehenden und Prüfung durch die Kreiswahlleiter aufgedeckt. Durch die Korrektur verschob sich ein Mandat der Partei Die Linke zur AfD.
| Listen                          | Listen            | Erststimmen | Erststimmen | Erststimmen | Erststimmen | Zweitstimmen | Zweitstimmen | Zweitstimmen | Zweitstimmen | Mandate | Mandate |
| Listen                          | Listen            | Stimmen     | %           | +/-         | Mandate     | Stimmen      | %            | +/-          | Mandate      | Anzahl  | +/-     |
| ------------------------------- | ----------------- | ----------- | ----------- | ----------- | ----------- | ------------ | ------------ | ------------ | ------------ | ------- | ------- |
|                                 | CDU               | 328.782     | 29,6        | ▼4,7        | 27          | 334.139      | 29,8         | ▼2,8         | 3            | 30      | ▼11     |
|                                 | AfD               | 257.208     | 23,1        | Neu         | 15          | 272.496      | 24,3         | Neu          | 10           | 25      | Neu     |
|                                 | LINKE             | 207.722     | 18,7        | ▼5,9        | 1           | 183.290      | 16,3         | ▼7,3         | 15           | 16      | ▼13     |
|                                 | SPD               | 158.834     | 14,3        | ▼7,4        | –           | 119.368      | 10,6         | ▼10,9        | 11           | 11      | ▼15     |
|                                 | GRÜNE             | 58.827      | 5,3         | ▼1,4        | –           | 58.209       | 5,2          | ▼2,0         | 5            | 5       | ▼4      |
|                                 | FDP               | 60.778      | 5,5         | ▲1,9        | –           | 54.565       | 4,9          | ▲1,1         | –            | –       | ▬       |
|                                 | FREIE WÄHLER      | 23.096      | 2,1         | ▼2,8        | –           | 24.269       | 2,2          | ▼0,7         | –            | –       | ▬       |
|                                 | NPD               | –           | –           | ▼3,6        | –           | 21.230       | 1,9          | ▼2,7         | –            | –       | ▬       |
|                                 | Tierschutzpartei  | –           | –           | N/A         | –           | 16.611       | 1,5          | ▼0,1         | –            | –       | ▬       |
|                                 | Tierschutzallianz | 2.651       | 0,2         | Neu         | –           | 11.653       | 1,0          | Neu          | –            | –       | Neu     |
|                                 | ALFA              | –           | –           | Neu         | –           | 9.874        | 0,9          | Neu          | –            | –       | Neu     |
|                                 | Die PARTEI        | 1.208       | 0,1         | N/A         | –           | 5.917        | 0,5          | N/A          | –            | –       | N/A     |
|                                 | MG                | 2.412       | 0,2         | Neu         | –           | 4.763        | 0,4          | Neu          | –            | –       | Neu     |
|                                 | FBM               | 4.903       | 0,4         | Neu         | –           | 4.184        | 0,4          | Neu          | –            | –       | Neu     |
|                                 | DIE RECHTE        | –           | –           | Neu         | –           | 2.309        | 0,2          | Neu          | –            | –       | Neu     |
|                                 | STATT Partei      | 1.341       | 0,1         | N/A         | –           | –            | –            | N/A          | –            | –       | N/A     |
|                                 | Einzelbewerber    | 4.487       | 0,4         | N/A         | –           | –            | –            | N/A          | –            | –       | ▬       |
| Gesamt                          | Gesamt            | 1.112.249   | 100         |             | 43          | 1.122.877    | 100          |              | 44           | 87      | ▼18     |
|                                 |                   |             |             |             |             |              |              |              |              |         |         |
| Ungültige Stimmen               | Ungültige Stimmen | 35.249      | 3,1         | ▲0,5        |             | 24.621       | 2,1          | ▼0,3         |              |         |         |
| Wähler                          | Wähler            | 1.147.498   | 61,1        | ▲9,9        |             | 1.147.498    | 61,1         | ▲9,9         |              |         |         |
| Wahlberechtigte                 | Wahlberechtigte   | 1.877.649   |             |             |             | 1.877.649    |              |              |              |         |         |
|                                 |                   |             |             |             |             |              |              |              |              |         |         |
| Quelle: Statistisches Landesamt |                   |             |             |             |             |              |              |              |              |         |         |

## Stimmenanteile der Parteien

CDU
AfD
Linke
SPD

## Konsequenzen
Da CDU, AfD und Linke wechselseitig eine Regierungszusammenarbeit miteinander vor der Wahl ausgeschlossen hatten, ergab sich aus dem Wahlergebnis schon am Wahlabend nur eine realistische Koalition, nämlich die sogenannte „Kenia-Koalition“, ein Novum auf Landesebene.
| Mögliche Koalition               | Sitze |
| -------------------------------- | ----- |
| Sitze gesamt                     | 87    |
| Absolute Mehrheit (ab 44 Sitzen) |       |
| CDU, SPD, Grüne                  | 46    |

Nach mehrwöchigen Koalitionsverhandlungen zwischen der CDU, der SPD und den Grünen wurde am 23. April 2016 der Koalitionsvertrag mit dem Titel „Zukunftschancen für Sachsen-Anhalt - Verlässlich, Gerecht und Nachhaltig“ von den drei Parteien unterzeichnet.
Zwei Tage später, am 25. April 2016, wurde Reiner Haseloff als Ministerpräsident im zweiten Wahlgang durch den Landtag wiedergewählt und das Kabinett Haseloff II vereidigt, in dem die CDU sechs, die SPD zwei und die Grünen ein Ressort besetzten. Die Neubesetzung des Ministeriums für Umwelt, Landwirtschaft und Energie durch die Grünen stieß aufgrund der landwirtschaftlichen Komponente bei Landwirten und Teilen der CDU im Vorfeld auf erhebliche Kritik, da sie eine stärkere Reglementierung von Mast- und Nahrungsbetrieben befürchteten.